# 元彝
元 彝（げん い、506年 - 528年）は、北魏の皇族。任城文昭王。字は子倫。

## 経歴
任城王元澄の四男として生まれた。母は元澄の継妻の馮令華（馮熙の娘で、孝文帝の廃皇后と幽皇后の妹）。519年（神亀2年）、羽林監となった。12月、父が死去すると、任城王の爵位を嗣ぎ、驍騎将軍・通直散騎常侍となった。元叉が北魏の朝廷で権勢をふるうと、元彝は恥じておもねろうとしなかったため、顕職を得ることができなかった。528年（武泰元年）4月、河陰の変で殺害された。享年は23。車騎将軍・儀同三司・青州刺史の位を追贈された。諡は文昭といった。
子の元度世が任城王の位を嗣ぎ、東魏の武定年間に金紫光禄大夫となった。
妻の馮氏は爾朱世隆の妾とされた後、高歓の側妻となり、北斉の浮陽公主を産んだ。

## 伝記資料
- 『魏書』巻19中 列伝第7中
- 『北史』巻18 列伝第6
- 魏故使持節都督青州諸軍事車騎大将軍儀同三司青州刺史任城王之墓誌銘（元彝墓誌）